# James Baxter
James Baxter (ur. 8 czerwca 1870 w Rock Ferry, zm. 4 lipca 1940 tamże) – angielski rugbysta grający w formacji młyna, reprezentant kraju, sędzia i działacz sportowy oraz żeglarz, olimpijczyk, zdobywca srebrnego medalu w regatach na Letnich Igrzyskach Olimpijskich w 1908 roku w Londynie.
Związany był z klubem Birkenhead Park, a gdy był jego kapitanem, zespół przegrał jedynie dziesięć z 85 rozegranych wówczas spotkań. Rolę kapitana pełnił także w drużynie hrabstwa Cheshire, trzykrotnie zagrał również w barwach Barbarians. W angielskiej reprezentacji wystąpił we wszystkich trzech meczach Home Nations Championship 1900 nie zdobywając punktów.
Prócz rugby uprawiał także golf, lekkoatletykę, gimnastykę oraz wioślarstwo. Na Letnich Igrzyskach Olimpijskich 1908 zdobył natomiast srebro w żeglarskiej klasie 12 metrów. Załogę jachtu Mouchette tworzyli również Charles MacIver, James Kenion, John Adam, William Davidson, John Jellico, Thomas Littledale, Charles Ronald MacIver, Colin McLeod Robertson i James Spence.
W 1903 roku został prezesem klubu Birkenhead Park, zaś rok później tę samą rolę objął w związku hrabstwa, obie pełnił aż do śmierci. W latach 1926–1927 dodatkowo był prezesem Rugby Football Union. Przewodniczył związkowi arbitrów z Liverpoolu, a przed i po I wojnie światowej sędziował mecze w ramach Home Nations Championship. Dwukrotnie był menedżerem British and Irish Lions podczas ich tournée w 1927 i 1930. Po powrocie z drugiego z nich zainicjował zmiany w przepisach gry zmierzające do wyeliminowania formacji młyna w układzie 2-3-2.